# Udfordringen - Røde Kors-delegaten i arbejde
|  | Denne artikel er oprettet af botten PalnaBot ud fra en ekstern database. Den kan derfor have sproglige fejl eller mangler. Denne skabelon kan fjernes efter kontrol af indholdet. |

Udfordringen - Røde Kors-delegaten i arbejde er en dokumentarfilm fra 1985 instrueret af Steen B. Johansen.

## Handling
Røde Kors i Danmark sender årligt omkring 50 delegater af sted til katastroferamte områder. Filmen følger den hjemlige forberedelse af udsendelsen af et hold medicinere. En kirurg og hans kolleger følges under deres ophold i en flygtningelejr på grænsen mellem Thailand og Kampuchea, hvor over 40.000 mennesker opholder sig. De fortæller selv om et udfordrende og hårdt, men menneskeligt givtigt arbejde.